# Центр Європи (зупинний пункт)
Центр Європи — пасажирський залізничний зупинний пункт Івано-Франківської дирекції залізничних перевезень Львівської залізниці на неелектрифікованій лінії Делятин — Ділове між станцією Берлибаш (7 км[джерело?]) та з.п. Ділове (3 км[джерело?]). Розташований неподалік села Круглий Рахівського району Закарпатської області поруч з одним з гіпотетичних географічних центрів Європи.
Щоденно через зупинний пункт курсує з зупинкою дизель-поїзд Коломия — Ділове — Коломия.
Міжнародні регіональні поїзди Рахів — Вишівська Долина слідують без зупинки.